# Hôtel de Transylvanie
 (août 2016).
Si vous disposez d'ouvrages ou d'articles de référence ou si vous connaissez des sites web de qualité traitant du thème abordé ici, merci de compléter l'article en donnant les références utiles à sa vérifiabilité et en les liant à la section « Notes et références ».
L'hôtel de Transylvanie est situé à Paris, au 9 quai Malaquais, à l’angle de la rue Bonaparte et du quai Malaquais.
Il doit son nom à un de ses anciens propriétaires, François Rakoczy, prince de Transylvanie, qui habitait en France depuis 1713. Il y avait installé un tripot très fréquenté des « gens d’épée ».

## Historique
Il a été construit entre 1622 et 1624 pour Jacques de Hillerin, prêtre et conseiller au Parlement sur une parcelle située à l'angle du quai et de la rue de la Petite Seine (actuelle rue Bonaparte), acquise en 1622 lors du lotissement des jardins de l'Hôtel de la Reine Marguerite (emplacement des numéros 3, 5 et 7). Auparavant, les cinq frères de Saint-Jean-de-Dieu, appelés à Paris en 1602 y auraient eu leur premier logis modeste à Paris qu'ils furent contraints d'abandonner à Marguerite de Valois quelques années plus tard (voir no 2-4 rue Bonaparte).
L'Hôtel de Transylvanie doit son nom à François Rakoczy, prince de Transylvanie, proscrit en 1711, qui l'occupa en 1714. Le prince étant impécunieux, sa suite transforma l'hôtel en maison de jeux, activité qui cessa rapidement, le prince ne pouvant plus acquitter le loyer.
L'hôtel de Jacques de Hillerin passa, par héritage, à son neveu, Jean de Hillerin, puis à son cousin, Pierre de Hillerin et à Jean-Baptiste de Hillerin. Ce dernier le loua à Camille de La Baume d'Hostun, maréchal de Tallard vers 1705.
Le 20 avril 1720, l'hôtel fut vendu au prince et à la princesse de Conty. Il revint ensuite à Marie Pélard de Givry, qui le céda le 31 octobre 1723 à Marie Anne Baillet, veuve d'Antoine-Charles de Gramont, morte en 1737, qui le laissa à Daniel François de Gélas de Lautrec, maréchal de France en 1757, décédé sans postérité en 1762. L'hôtel passa alors à sa nièce, Anne Claude Louise d'Arpajon, épouse de Philippe de Noailles-Mouchy, tous deux guillotinés en 1794, qui l'avait en 1782 loué à Vergennes, secrétaire d'État des Affaires étrangères de Louis XVI, avant de le vendre, en 1791, à Marie-Sébastien-Charles-François Fontaine de Birée. Le nouveau propriétaire fit redécorer le premier étage dans le style Directoire.
En 1809 le notaire Péan de Saint-Gilles acheta l'hôtel qui restera en possession de sa famille jusqu'en 1836, année où il fut vendu au notaire Jean-Jacques Defresnes dont la famille le garda jusqu'en 1892. Adélaïde-Louise d'Eckmühl de Blocqueville a habité l'hôtel et a reçu dans son salon de nombreuses personnalités. Franz Liszt s'y est fait entendre.

## Dans la littérature
Dans le roman Manon Lescaut de l'abbé Prévost, le narrateur Des Grieux fait sa fortune en trichant au jeu à l'hôtel de Transylvanie,.